# Exoprosopa vassilijevi
Exoprosopa vassilijevi är en tvåvingeart som beskrevs av Paramonov 1928. Exoprosopa vassilijevi ingår i släktet Exoprosopa och familjen svävflugor. Inga underarter finns listade i Catalogue of Life.